# Tsipouro

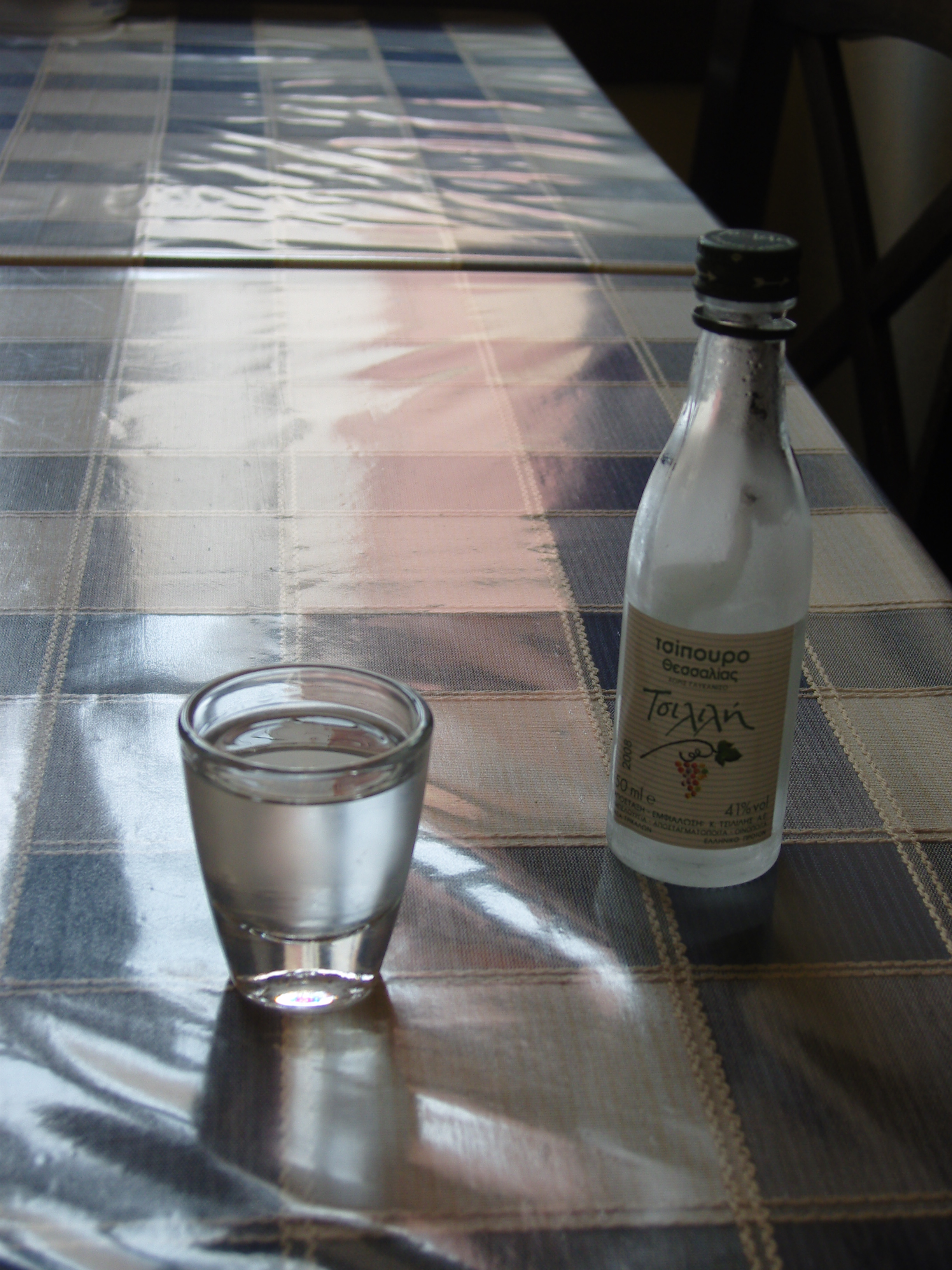

Tsipouro (Grieks: Τσίπουρο) is een louter in Griekenland vervaardigde brandewijn. Tsipouro toont veel overeenkomsten met de Turkse raki, met dien verstande dat er meestal geen anijs wordt toegevoegd. De versie met anijs vertroebelt net als ouzo wanneer er water wordt toegevoegd. De drank is sterk verwant aan de Kretense tsikoudia en is afkomstig uit Noord-Griekenland. Het alcoholgehalte is doorgaans ongeveer 36%. De drank is helder van kleur. Verschil met tsikoudia is de gebruikte kruidenmix, en tsikoudia is doorgaans sterker van smaak. Tsipouro wordt soms ook aangeduid met de algemene orientaalse naam raki.

## Vervaardiging
Tsipouro en tsikoudia zijn al in Macedonië in de 14e eeuw (het eerst door monniken) vervaardigd. Daarbij was het idee dat de overblijfselen van de wijnpers, in de armere streken, nog voldoende materiaal bevatten om er een goedkoop drankje van te maken.
De tsipouro wordt vervaardigd uit de resten die overblijven nadat uit druiven most is geperst. De koek die overblijft en voornamelijk bestaat uit pitten en schillen van druiven, bevat nog vergistbaar sap dat zeer slechte wijn zou opleveren. Voor destilleren is het vergiste vocht, met een alcoholgehalte van 5-6% echter goed bruikbaar.
In Macedonië (Griekenland) en Thessalië wordt door diverse coöperaties, maar soms ook wel door boeren thuis, tsipouro gestookt die in sterkte kan variëren van 30 tot 80% alcohol al naargelang de smaak van de afnemers en de producenten.
Om smaak te geven aan tsipouro worden bij het destilleren bosjes al dan niet gedroogde kruiden gebruikt waardoorheen de alcoholdamp wordt geleid, wat een effectieve wijze van dampextractie is.

## Vermarkting
Een recente ontwikkeling is het oprichten van coöperaties om het vermarkten van tsipouro effectiever te maken. De Griekse overheid is bezig voor elkaar te krijgen, dat zowel tsipouro als tsikoudia (uit Kreta) door een soort appellation contrôlée gereguleerd zullen worden. Dit betekent dat dan niemand buiten de aangewezen gebieden zijn gedestilleerde drank tsipouro dan wel tsikoudia mag noemen.